# Halálcsillag
A Halálcsillag (Death Star) a Csillagok háborúja filmsorozat kulcsfontosságú szimbóluma. Egy olyan űrállomás, amely a „szuperlézer” elnevezésű fegyverével egész bolygók elpusztítására képes.

## Az első Halálcsillag[1]
A Halálcsillag technikai leírását és tervdokumentációit a Független Rendszerek Szövetségének (Szeparatisták) tudósai készítették el a klónháborúk kezdetére. A geonozisi csata során Kisebbik Poggle átadta a terveket Darth Tyranusnak, aki továbbította a fegyver leírását tartalmazó adattárolót mesterének, Darth Sidiousnak. A szeparatisták veresége és a Galaktikus Köztársaságból alakult Galaktikus Birodalom születése után a Halálcsillag kivitelezési feladatai az Új Rend prominens kormányzói egyikének, Tarkin kormányzónak a parancsnoksága alá kerültek. A Halálcsillag kivitelezése titokban zajlott, és a szükséges technikai fejlesztések és az építés során felmerült nehézségek miatt majdnem 20 évig tartott.
A Lázadók Szövetségének kémei nemcsak rájöttek az új fegyver létezésére, hanem megszerezték annak technikai tervdokumentációit is. A kémek továbbították a terveket a Tantive IV diplomáciai űrhajón utazó lázadó vezető, Leia Organa hercegnő részére, aki az űrhajóját ért birodalmi támadás miatt egy asztromechanikai droid, R2-D2 memóriarendszerébe rejtette.
A Halálcsillag hatalmas erejének fitogtatása végett Tarkin kormányzó a békés Alderaan bolygó – amely Leia otthona volt – elpusztítása mellett döntött.
Az ellopott tervek alapján a Lázadók Szövetségének technikusai felfedeztek egy nehezen megközelíthető, de komoly védelmi hiányosságot a Halálcsillagon: egy sugárpajzs által védett, alig 2 méter átmérőjű hőkivezető nyílást, amely elvileg egy kis egyszemélyes géppel megközelíthető. Egy pontos protontorpedó találattal áthatolható a sugárpajzs. A torpedó a hőkivezető kürtőjén keresztül eljuthat a főreaktorhoz, ahol felrobbanva megsemmisítheti az űrállomást.
Bár egy fiatal birodalmi tiszt, Jude Edivon, idejében figyelmeztette feletteseit a konstrukciós hibára és potenciális veszélyre, azok nem vették figyelembe jelentését.
A yavin 4-i csata során Moradmin Bast, a birodalmi szárazföldi csapatok parancsnoka is részt vett a felkelők támadási mintájának elemzésében, és a birodalmi agytröszt sikeresen megfejtette a felkelők tervét. Bast azonnal jelentett Tarkinnak, aki a hadművelet és a hatalmas űrbázis irányítója volt. Tarkin azonban gőgösen elutasította Bast evakuációs javaslatát, illetve az arra való kérést, hogy hagyja el a Halálcsillagot, ugyanis már célba vették a felkelők yavini támaszpontját és csak pár percre voltak annak elpusztításától.
A lázadók 30 X-szárnyú és Y-szárnyú vadászgépe támadta meg a Yavin IV-en található bázis felé közeledő Halálcsillagot. Három támadóraj próbált protontorpedót kilőni a Halálcsillag szellőzőnyílásába. Az Y-szárnyú raj a szellőzőnyílás közelébe sem jutott, mert Darth Vader és két kísérő gépe elpusztította őket. Az első X-szárnyú raj vezetője, Vörös Vezér sikeresen kilőtt két protontorpedót, de azok csak súrolták a felszínt. Az utolsó csapat vezetője Luke Skywalker, Wedge Antilles kényszerű távozása, barátja, Biggs Darklighter önfeláldozása és Han Solo váratlan feltűnése után, az Erő segítségével sikeresen juttatta be a protontorpedókat a hőkivezető nyílásba, és ezzel elpusztította a Halálcsillagot.

## A második Halálcsillag
A második Halálcsillag építése rögtön az első Halálcsillag pusztulása után megkezdődött az Endor bolygó körüli pályán. Az első Halálcsillag sok tervezési hiányosságát kiküszöbölték benne, például a hő elvezetésére nem egyetlen, nagyobb átmérőjű hőkivezető nyílást terveztek, hanem több ezer, különböző szögben haladó 1 milliméter átmérőjű, felszínre vezető nyílással oldották meg a reaktor hőelvezetését, így lehetetlenné vált a reaktor torpedókkal történő közvetlen megtámadása.
Egy másik hiányosság volt, hogy csak nagyobb hajók támadására számítottak, és azok elhárítására készítették fel. A védőháló ennek megfelelően a kisebb hajókat nem vette észre. Ezt az új tervnél sűrűbbre építették.
Felszíni felszereléséhez tartozik:
- 30 000 turbolézer üteg
- 7500 lézerágyú
- 5000 ionágyú[3]

Nagyobb teljesítményű, gyorsabban lövő és pontosabban célzó szuperlézere van.
Már a megépítése alatt hatalmas energiamező védte, amit egy közeli holdon állítottak elő. Ennek ellenére a lázadó erők megtámadták és megsemmisítették a még befejezetlen Halálcsillag 2-t az endori csatában.

## A Halálcsillag külső megjelenése
Külső megjelenése szinte tökéletes gömb, tompa fémes színű. Ebbe a gömbbe a szuperlézert kibocsátó rész kör alakban bemélyed. Két félgömbjét (amit „északinak” és „délinek” neveznek) az egyenlítője mentén egy szűk árok választja ketté, aminek szélessége nagyjából 60 méter, ez elegendő három TIE vadász kötelékben való repüléséhez. Pontos mélysége ismeretlen, szélességénél valamivel több.
Az egyenlítői árokban helyezkednek el:
- dokkolófülkék
- hajtóművek
- érzékelőhálózat
- vonósugár rendszer[3]

Az egyenlítői árkon kívül az északi és a déli félgömbön egy-egy segédárok fut végig az egyenlítővel párhuzamosan. Ezek karbantartási célokat szolgálnak és a reaktor másodlagos hűtését végzik.
Az állomás felszínén a következő fegyverek vannak elhelyezve:
- 10 000 turbolézer üteg
- 2500 lézerágyú
- 2500 ionágyú
- 768 vonósugár projektor[3]

Az állomás külső felületén különböző méretű építmények találhatók, messziről egy modern városkép benyomását kelti.
Különböző források különböző értékeket adnak meg a Halálcsillag méretére. A hivatalos StarWars.com szerint külső átmérője 120 km. Más források 160 km-t vagy még többet adnak meg.
A filmekben való első megjelenésekor a tapasztalatlan Luke Skywalker természetes holdnak véli. Obi-Wan Kenobi és Han Solo úgy jellemzik méretét, mint egy holdakhoz hasonló méretű  objektumot, ami a megszokott űrállomásoknál jóval nagyobb. A Naprendszerünkben ez több száz km-től több ezer km-ig terjedő skálát jelentene.
Dodonna tábornok a pilóták eligazításán a szellőző távolságát 49 000 méterben adja meg. A Lázadók vadászgépein lévő, távolságot kijelző műszer nagyjából 32 600-at mutat, amikor a pilóta leereszkedik az árokba, és ez nagyjából kétharmada a teljes hossznak. Az északi pólus közelében, de a pólustól távol induló árok valószínűleg nem terjed az egyenlítőig. Szerkezeti megfontolásokból hossza nem lehet több, mint a teljes kerület nyolcadrésze. Mindez azt jelenti, hogy az első Halálcsillag átmérője 125 km vagy több.
Az eligazításon mutatott animáció szerint a pilótáknak az északi pólus közelében induló egyik árokba kell behatolniuk (ennek déli szakaszát megjelölték, mert itt kell kilőni a torpedót). Ezekben a jelenetekben az árok hossza a pólus és az egyenlítő közötti rész fele és egyharmada közé esik. Ezek alapján az első Halálcsillag átmérője 125 km és 190 km közötti.
A második Halálcsillag méretéről annyit mondanak a filmekben, hogy az az elsőnek kétszerese, de az nem hangzik el, hogy ez átmérőre vagy térfogatra vonatkozik-e. A dokkoló állomásokból induló vadászgépek méretének összehasonlításából az űrállomás méretére kb. 800 km adódik. Csillagászati megfontolások alapján, az Endor bolygó holdjának és a Halálcsillag 2 összehasonlításából a Halálcsillag 2 méretére 900 km adódik.

## A Halálcsillag belső felépítése
A Halálcsillag felülete közelében antigravitációs berendezésekkel normál gravitációt állítanak elő, ami az állomás középpontja felé mutat. Ez alól az egyenlítői árok kivétel, ott a gravitáció iránya a keringési tengely irányával egyezik meg, az északi oldal a „fentnek”, a déli a „lentnek” felel meg. Ez az elrendezés a dokkoló űrhajók fel- és leszállását könnyíti meg, a pilóták számára ugyanis könnyebb a vízszintes pozicionálás, mint a függőleges fel- vagy leszállás.
Az alapján, hogy a külső dokkokban szolgálatot teljesítő rohamosztagosok légzőkészüléket viselnek, valamint, hogy az állomás külső felületén nem látható semmilyen fényudvar, arra lehet következtetni, hogy a dokkoló állomásokon vákuum van.
Később megjelent irodalmak alapján az derül ki, hogy az energia előállításáért felelős reaktor a Halálcsillag átmérőjének mintegy harmadát tölti ki. A Halálcsillag 2-nél ez az arány kb. 1/6.
A gravitáció csak a héjakban van a középpont felé beállítva (amik az állomás térfogatának csak egy kis részét teszik ki). Nagyobbik részében a gravitáció a forgástengely mentén déli irányban lefelé mutat.
A Halálcsillag belseje 24 zónára van felosztva, félgömbönként 12-re. Mindegyik zónában 6 szektor van:
- általános
- parancsnoki
- hadi
- biztonsági
- szerviz
- műszaki

Minden szektorban van egy tiszt, aki egy zónaparancsnok alá tartozik. A  zónaparancsnok a zónahídon tartózkodik. A teljes Halálcsillag parancsnoki struktúrájának vezetője a Halálcsillag-parancsnok, aki az északi pólus közelében található parancsnoki hídon van szolgálatban (ez a szuperlézer tányérja fölött van).
Tarkin kormányzó volt az első Halálcsillag parancsnoka. Az állomás hadereje a Tagge tábornok (szárazföldi erők) és Motti admirális (haditengerészet) parancsnoksága alá tartozik.

## Élet a Halálcsillagon[3]
A Halálcsillag működtetéséhez több mint 1 millió ember munkája szükséges. Több mint egy milliárd embernek van hely összesen.
Állandó jelleggel legalább 1 161 293 birodalmi katona állomásozik a fedélzetén. A legénység megoszlása:
- 265 675 fő az állomás személyzete
- 52 276 fő tüzér
- 607 360 fő gyalogos
- 25 984 fő rohamosztagos
- 42 782 fő hajózó-támogató személyzet
- 167 216 fő pilóta és repüléstámogató személyzet

Az állomás magával hordozza az alábbi hadi felszerelést:
- 7200 csillagromboló
- 4 csapásmérő cirkáló
- 3600 támadó vadász
- 1400 AT-AT
- 1400 AT-ST
- 1860 űrkomp (teher- és csapatszállításra)
- meghatározatlan és változó számú támogató, felderítő és támadó droid

A Halálcsillag küldetései legalább 180 napig tartanak, rendszerint még ennél is tovább. A személyzet többnyire a mély űrben van, anélkül, hogy hónapokig elhagyná az állomást, és mivel a helyzetük állandóan titkos, ezért a családdal vagy a barátokkal való kapcsolattartás szigorúan tilos. Ez megnehezíti az életet a Halálcsillagon. A lelki terhelés könnyítésére az állomás sok kellemes hellyel rendelkezik. Minden zónában az „általános szektor”-ban van park, bevásárlóközpont, különféle szórakozási, kikapcsolódási és pihenési lehetőségek, úgymint éttermek, mozik és edzőtermek.

## A szuperlézer[3]
A szuperlézer fontos eleme egy nagy lencse, amit egy szintetikusan fókuszáló kristály köré építettek. A lencsét „szem”-nek is nevezik, és nyolc segédlézer veszi körül, valamint négy tartalék (arra az esetre, ha a nyolc segédlézer közül valamelyik meghibásodna). Mind a nyolc segédlézert irányítani lehet a célzáshoz, így nem kell lövés előtt az egész állomással elfordulni. A fő lézer és a nyolc segédlézer sugara a tányér előtt egy csomópontban egyesül, és ebből a pontból egyetlen, felerősített sugár lő ki a cél felé.
A segédlézerek nem egy időben kezdenek sugározni, előbb minden második, majd a másik négy, de ezek sem egyszerre indulnak be. A lézerek pulzáló zöld fényt adnak ki magukból. Amikor a nyolc sugár találkozik egy pontban, nem haladnak tovább egyenes vonalban, hanem ebből a pontból kis idő múlva a „szemnek” megfelelő egyenes vonal mentén elindul egy vastagabb vagy erősebb lézernyaláb, ami szintén pulzál. Ennek célzása nagyjából 45 fokos szögben történhet, ahogy ez a lázadók pilótáinak eligazításán látszik.
A szuperlézer a lövéshez szükséges energiát közvetlenül a hiperanyag-reaktortól kapja. A lézerek kapják meg és alakítják át a kapott energiát.
Az első Halálcsillag szuperlézerét mindössze egyszer lehetett látni teljes energiájú működés közben, amikor az Alderaan bolygót vette – sikeresen – célba.
Az első Halálcsillagot a Despayre bolygó körüli orbitális pályán építették meg, így adódott a bolygó célpontnak, és ez a lépés az építés nyomainak eltüntetésében is szerepet játszott (kiterjesztett univerzum).
A szuperlézert két lövés között fel kell tölteni, ezért naponta csak egyetlen bolygó elpusztítására képes. Teljesítményét azonban szabályozni lehet, ezért nagyobb hajók megsemmisítésére is alkalmazható, ilyenkor akár percenként 1 lövést is leadhat.
A második Halálcsillag ilyen működés közben látható a Jedi visszatérben, amikor az endori csata során legalább két mon calamari csatacirkálót elpusztít.
A szuperlézert 168 birodalmi tüzér működteti, a segédlézereket egyenként 14 tüzér, a maradék személyzet egyéb rendszereket működtet. A szuperlézert csak az állomás parancsnokának közvetlen parancsára vagy az uralkodó parancsára lehet elsütni.

## A lövéshez szükséges energia becslése
Ahhoz, hogy a reaktor egy egész bolygó elpusztításához szükséges energiát naponta egyszer előállítsa, 2×1027 watt teljesítmény folyamatos leadására van szükség (az állomás fenntartásához szükséges energián felül). Ez a teljesítmény nagyjából a Nap teljesítményének ötszöröse. A Halálcsillag 2 még ennél is nagyobb energiaigényű, figyelembe véve a pusztítás mértékét és gyakoriságát. Az állomás méretét figyelembe véve fúziós energia energiasűrűsége kevés lenne ekkora teljesítményhez, még az antianyag felhasználása sem lenne elég. Nyitott kérdés, hogy milyen folyamat állítja elő az energiát, az alkotók ennek a fiktív hiperanyag nevet adták.
Egy földszerű bolygó elpusztításához a filmben látott heves módon kb. 2,4×1032 joule energia lenne szükséges.
A Halálcsillag ugyanis nem csak részeire szaggatja a bolygót, hanem a szétszakított részeknek olyan nagy energiát ad át, amitől azok nagy sebességgel távolodnak az egykori középponttól.
Amikor a Millennium Falcon megérkezik az Alderaan bolygó pozíciójához a robbanás után nem sokkal (Csillagok háborúja IV: Egy új remény c. epizódban), már csak meteorfelhővel találkoznak a helyén.

## A hajtóműrendszer
A Halálcsillag rendelkezik hajtóművekkel a normál térben való manőverezéshez és a hiperűrben való utazáshoz is. Tengelye körüli elfordulásához kisebb hajtóműveket használ.
A Halálcsillag 2 megfigyelt legnagyobb szöggyorsulása: α = 0,0003 radián/s² azonban figyelembe kell venni, hogy egy félig kész szerkezetről van szó. Lehetséges, hogy az állomás, ha elkészült volna, nagyobb szöggyorsulásra is képes.
Hiperhajtóművének teljesítménye elegendő ahhoz, hogy az Alderaan elpusztítása után néhány órán belül a Yavin bolygóhoz érjen, a Millennium Falcon üldözése során.

## A Mimas Halálcsillag-mítosza

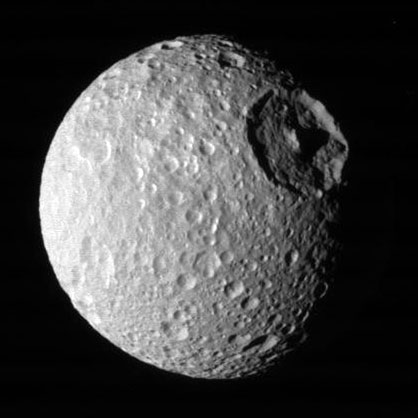
A Mimas hold a Cassini űrszonda felvételén

A szóbeszéd lényege az, hogy George Lucas a Szaturnusz Mimas nevű, 400 km átmérőjű holdjáról, valamint annak 130–140 km átmérőjű Herschel-kráteréről mintázta a Csillagok háborúja több részében is látható Halálcsillagot. A krátert egy kisbolygó becsapódása idézte elő, ami kis híján elpusztította az égitestet. A találgatás alapja ez a külső hasonlóság.
A valóságban Lucas nem másolhatta a Mimasról a Halálcsillagot, mivel a Herschel-kráter csak 1980-ban lett felismerhető a Voyager szonda felvételén, míg az első Csillagok háborúja filmet 1977-ben mutatták be.

## Kulturális hatása
A Halálcsillag a Star Wars világának egyik legismertebb koncepciója, de számos más területen használják az elnevezést.
- Robert Zubrin a Mars Direct terv bemutatóján a NASA tervezett Mars felfedező járművét Halálcsillagnak nevezte annak méretei és ára miatt.[7]
- A Brit Királyi Légierő támaszpontját a Falkland-szigeteken Halálcsillagnak becézik 800 méter hosszú folyosója miatt, amely összeköti a bázis több részét.[8]
- Kanadában halálcsillagnak nevezték azokat az amerikai telekommunikációs műholdakat, amelyek képesek voltak adásukat Kanadában is szórni, de nem voltak a kanadai hatóságok ellenőrzése alatt.[9]
- 2012-ben a Fehér Ház honlapján egy petícióban követelték egy Halálcsillag építését a gazdaság fellendítése és a foglalkoztatottság növelése céljából. A petíció elérte a 25 000 támogatót, ennyivel pedig a kormányzat köteles hivatalos választ kiadni. A hivatalos választ 2013 januárjában adták ki, amelyben a magas költségekre, az acélgyártás jelenleg elégtelen szintjére hivatkozva utasították el a kezdeményezést. Egy megjegyzésben azt is hozzáfűzték, hogy a kormányzat nem támogatja teljes bolygók elpusztítását.[10][11]
- A Halálcsillag 2008-ban a 20th Century Fox felmérésén a kilencedik helyet foglalta el a legnépszerűbb filmbeli fegyverek között. Az első helyet a fénykard kapta.[12]